# Francis Lassus
Francis Lassus né à Pau le 29 mai 1961, est un batteur français.

## Biographie
Créateur de l'orchestre de percussions Les Élégantes Machines, Il travaille avec de nombreux artistes qui ont influencé la scène musicale des 30 dernières années.
Il fait actuellement partie des batteries Sonor (Confus, que cela signifie-t-il ???). il a  eu beaucoup de mal à se sortir d’une ambiance de bar, où il jouait souvent.
Parmi ses disques, à noter :
- Chansons fastoches avec Christian Laborde aux textes et Francis pour la musique et les arrangements (2018)
- Chansons sans cibles, Musiques, textes et arrangements de Francis (repris en 2013)
- Album "Inédit Nougaro », Paroles de Nougaro - Arrangements de Francis

## Collaborations
- Richard Galliano
- Richard Bona
- Bernard Lubat
- Louis Sclavis
- Étienne M'Bappé
- Claude Nougaro
- André Minvielle
- Ray Lema
- L'UMA (Université Musicale Africaine)
- Jacques Higelin
- Furio Di Castri
- Sylvain Luc
- les ballets de Roland Petit et Zizi Jeanmaire
- Nguyên Lê
- Maurice Vander